# Mae Clarke
Mae Clarke właśc. Violet Mary Klotz (ur. 16 sierpnia 1910 w Filadelfii, zm. 29 kwietnia 1992 w Woodland Hills) – amerykańska aktorka filmowa i piosenkarka. Najbardziej znana z ról w filmach Frankenstein i Wróg publiczny nr 1. Obie wymienione produkcje zostały zrealizowane w 1931 w erze Pre-Code.

## Życiorys
Urodziła się jako Violet Mary Klotz w Filadelfii. Swoją karierę rozpoczęła jako tancerka w Nowym Jorku. Równocześnie zaczęła grywać w filmach produkcji Universal Studios, w tym The Front Page (1931) oraz w głośnym filmie Frankenstein (1931), gdzie zagrała rolę Elizabeth. W tym samym roku pojawiła się w filmie Wróg publiczny nr 1 (The Public Enemy), który okazał się wielkim sukcesem. Do historii kina przeszła (wielokrotnie parodiowana) scena, w której James Cagney, grający w filmie jej chłopaka, rzuca w nią grejpfrutem. Po początkowych sukcesach jej kariera zaczęła z wolna słabnąć. Pojawiała się już tylko w rolach epizodycznych.
Była trzykrotnie zamężna, ale wszystkie jej małżeństwa zakończyły się rozwodem. Nie miała dzieci.
Zmarła na raka 29 kwietnia 1992 w wieku 81 lat w Woodland Hills. Pochowana została w Valhalla Memorial Park Cemetery.

## Filmografia wybrana
- 1931: Frankenstein (Frankenstein)
- 1931: Most Waterloo (Waterloo Bridge)
- 1931: Wróg publiczny nr 1 (The Public Enemy)
- 1931: Strona tytułowa (The Front Page)
- 1930: Tancerze (The Dancers)